# Byzantsko-bulharské války
Byzantsko-bulharské války jsou souhrnným názvem série konfliktů mezi Byzantskou říší a jejím rivalem Bulharskem. Války začaly v době, kdy se Protobulhaři usazovali na Balkánském poloostrově a utvořili nový stát na území bývalé římské provincie Moesia, kterou si Byzanc jakožto východořímská říše nárokovala. Založení bulharského státu se datuje k roku 680. V průběhu příštího století se konflikt o území dále vyostřil a Bulhaři pod vedením chána Kruma uštědřili Byzantincům několik porážek. Přestože po Krumově smrti jeho syn Omurtag vyjednal s Byzancí mír, srážky mezi oběma státy pokračovaly i nadále. Větší konflikt propukl až roku 893, kdy se bulharský panovník Symeon I. pokusil vytvořit jednotnou bulharsko-řeckou říši, ale nakonec se spokojil s carským titulem.
Roku 971 si východní část bulharského území podmanil byzantský císař Jan I. Tzimiskes, který odtud vyhnal Rusy, sesadil cara Borise II. a obsadil Preslav, hlavní město Bulharska. Celé Bulharsko si byzantská říše podmanila až za vlády výbojného císaře Basileia II. Ten roku 1014 na hlavu porazil Bulhary v bitvě u Belasice a roku 1018 Bulharsko jako samostatný stát zaniklo a bylo začleněno pod byzantskou kontrolu. Proti byzantské nadvládě vypukla dvě povstání v letech 1040–1041 a poté 1072–1073 , nicméně byla potlačena. Teprve roku 1185 vypuklo nové povstání vedené Theodorem Petrem a Ivanem Asenem. Byzantská říše nebyla schopna v dané situaci povstání potlačit a Bulhaři vyhlásili samostatnost.
Následkem čtvrté křížové výpravě se byzantská říše zhroutila, Konstantinopol byla dobyta křižáky a na zbytcích byzantského panství obsazeného křižáky vzniklo latinské císařství. Vztahy mezi Bulharskou říší a Latiny byly velmi chladné a došlo k několika válečným střetnutím. Roku 1261 byla Konstantinopol opět obsazena Byzantinci a došlo k obnovení byzantského státu. Byzantští císaři se opět snažili podmanit i Bulharsko, avšak obnovená říše k tomu neměla již dost sil a utrpěla od Bulharů několik porážek. Oba státy se válkami vyčerpaly v době sílící moci Srbského státu, který poté obsadil rozsáhlé části Balkánského poloostrova. Pro následný vývoj však byl nejvýznamnější vzestup tureckých Osmanů, kteří posléze pronikli do Evropy, roku 1422 dobyli bulharskou a roku 1453 byzantskou říši.

## Asparuchova válka

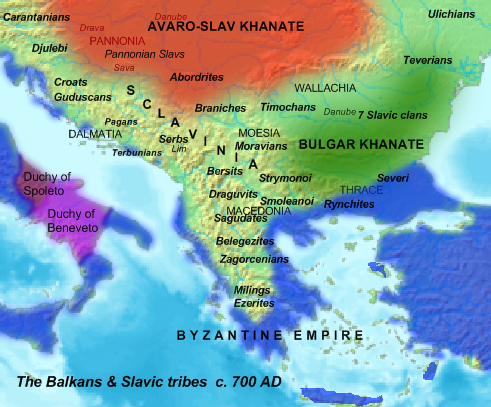
Území Bulharské říše za Asparucha

K prvnímu velkému skřetu mezi Protobulhary a byzantinci došlo roku 680, když se Asparuch a jeho horda posunuli na západ k dnešní Jižní Besarábii. Asparuch porazil byzantského císaře Konstantina IV., který zahájil kombinaci pozemních a námořních operací proti vetřelcům. Bitva se odehrála u opevněného tábora Ongalu. Konstantin IV. nakonec opustil kvůli zhoršujícímu se zdravotnímu stavu armádu a ta byla snadno poražena Asparuchem. Roku 681 byl císař nucen uznat Bulharský stát, bylo to vůbec poprvé co se Byzantská říše právně vzdala území, na které si dělala nároky. Asparuchova říše vznikla na území provincie Moesia, která se však již roky nacházela mimo faktickou kontrolu Byzance, protože byla obsazena Slovany. O osm let později vedl Asparuch tažení do Thrákie.

## Tervelova válka
Bulharský chán Tervel se dostal k moci neznámo kdy, v byzantských zdrojích je poprvé zmíněn v roce 704, to když k němu přišel sesazený císař Justinián II. žádat o jeho pomoc. Tervel poté podpořil Justiniána při pokusu o znovuzískání byzantského trůnu výměnou za přátelství, dary a císařovu dceru Anastasii (ačkoli není jisté, zda ke sňatku nakonec opravdu došlo). S armádou 15 000 jezdců, kterou Tervel poskytl, Justinián vyrazil na Konstantinopol a podařilo se mu ho v roce 705 dobýt. Své protivníky, císaře Leontia a Tiberia III., nechal popravit, spolu s mnoha jejich příznivci. Justinián odměnil poté Tervela také titulem kaisar (tedy císař), jakožto prvního zahraničního vládce v byzantské historii (odtud pozdější užívání pojmu car v Bulharsku). Další odměnou byly územní ústupky v severovýchodní Thrákii, Bulharsku připadla oblast Zagora. O pouhé tři roky později však Justinián II. ujednání porušil a zahájil vojenské operace k opětovnému získání postoupené oblasti. Tervel ho pak porazil v bitvě u Anchiala v roce 708. V roce 711, když Justián čelil vážné vzpouře v Malé Asii, hledal u Tervela znovu pomoc. Tentokrát se ale setkal je s vlažným přijetím, Tervel vyslal pouze 3000 bojovníků. Justinián tak byl poražen Arménem Filippikem Bardanesem, byl zajat a popraven. Bulharští spojenci se naopak mohli v klidu navrátit domů. Tervel poté využil zmatků v Byzanci k nájezdu na Thrákii v roce 712. Se svým vojskem se dostal až do blízkosti Konstantinopole. Další informace jsou ovšem již nejisté. Podle některých zdrojů v roce 715 Tervel zemřel, podle jiných měl později ještě sehrát roli ve snaze znovu dosadit na trůn sesazeného císaře Anastasia II., v letech 718 nebo 719 uzavřít novou smlouvu s císařem Theodosiem III. (podle níž Byzantinci platili Bulharům každoroční poplatek ze jejich vyklizení Thrákie) a dokonce se měl ještě podílet na obraně Konstantinopole při druhém arabském obléhání v letech 717–718. Podle Theofana Homologeta zabili Bulhaři v této bitvě asi 22 000 Arabů.